# Feltartilleriforeningens Jubilæumsfest 10. Maj 1919
Feltartilleriforeningens Jubilæumsfest 10. Maj 1919 er en dansk dokumentarisk stumfilm fra 1919 med ukendt instruktør.

## Handling
Denne artikel mangler et handlingsreferat. Hjælp os med at skrive det.